# Palmer (Alaska)
Pour les articles homonymes, voir Palmer.
La ville de Palmer est le siège du borough de Matanuska-Susitna, dans l’État de l’Alaska, aux États-Unis. Sa population s’élevait à 5 937 habitants lors du recensement de 2010, estimée à 7 306 habitants en 2018.

## Démographie
| Groupe               | Palmer | Alaska | États-Unis |
| -------------------- | ------ | ------ | ---------- |
| Blancs               | 79,2   | 66,7   | 72,4       |
| Autochtones d'Alaska | 9,2    | 14,8   | 0,9        |
| Métis                | 7,6    | 7,3    | 2,9        |
| Afro-Américains      | 1,8    | 3,3    | 12,6       |
| Asiatiques           | 1,1    | 5,4    | 4,8        |
| Autres               | 0,8    | 1,6    | 6,2        |
| Océaniens            | 0,4    | 1,1    | 0,2        |
| Total                | 100    | 100    | 100        |
|                      |        |        |            |
| Latino-Américains    | 4,6    | 5,5    | 16,7       |

Selon l'American Community Survey, pour la période 2011-2015, 93,76 % de la population âgée de plus de 5 ans déclare parler l'anglais à la maison, 2,32 % l'espagnol, 1,23 % une langue amérindienne et 2,68 % une autre langue.
| 1940 | 1950 | 1960  | 1970  | 1980  | 1990  |
| ---- | ---- | ----- | ----- | ----- | ----- |
| 150  | 890  | 1 181 | 1 140 | 2 141 | 2 866 |

| 2000  | 2010  | 2018  | - | - | - |
| ----- | ----- | ----- | - | - | - |
| 4 533 | 5 937 | 7 306 | - | - | - |

## Personnalités liées à la ville
- La chanteuse et compositrice Anna Marly, auteur de la musique et des paroles en russe du Chant des partisans, est décédée à Palmer le 15 février 2006. Elle est inhumée au Palmer Pioneer Cemetery[7].
- Les Redhead Express sont un groupe de musique country composé de quatre sœurs, fondé à Palmer en 2007[8].
- Ada Blackjack, connue pour sa participation à l'expédition sur l'île Wrangel organisée par Vilhjalmur Stefansson en 1921, et dont elle sera la seule survivante, y est décédée.

Le Reflections Lake, près de Palmer. Août 2017.

## Climat
| Mois                                  | jan.     | fév.     | mars     | avril    | mai     | juin    | jui.    | août    | sep.    | oct.     | nov.     | déc.     | année    |
| ------------------------------------- | -------- | -------- | -------- | -------- | ------- | ------- | ------- | ------- | ------- | -------- | -------- | -------- | -------- |
| Température minimale moyenne (°C)     | −12,9    | −10,2    | −8,1     | −1,4     | 3,8     | 8,4     | 10,4    | 9       | 5       | −1,4     | −8,9     | −11,3    | −1,8     |
| Température moyenne (°C)              | −9,1     | −6,1     | −3,5     | 3,6      | 9,5     | 13,4    | 15,1    | 13,6    | 9,2     | 2,4      | −5,3     | −7,5     | 2,7      |
| Température maximale moyenne (°C)     | −5,2     | −1,9     | 1,1      | 8,6      | 15,1    | 18,5    | 19,8    | 18,1    | 13,4    | 6,2      | −1,6     | −3,7     | 7,1      |
| Record de froid (°C) date du record   | −33 2007 | −39 1999 | −24 2007 | −22 2004 | −6 2012 | 1 2006  | 5 2012  | 0 2015  | −6 2015 | −19 2001 | −28 2013 | −32 2001 | −39 1999 |
| Record de chaleur (°C) date du record | 14 2014  | 17 2007  | 15 2016  | 23 2005  | 27 2013 | 30 2019 | 31 2019 | 29 2004 | 21 2016 | 19 2003  | 13 2002  | 11 2019  | 31 2019  |
| Précipitations (mm)                   | 19,3     | 16,8     | 11,2     | 8,6      | 15,2    | 24,9    | 39,1    | 58,7    | 53,1    | 30,7     | 16,3     | 22,1     | 316      |
| Nombre de jours avec précipitations   | 6,5      | 5,4      | 4,5      | 3,7      | 6,7     | 8,7     | 11,8    | 14,3    | 13,3    | 8,9      | 5,8      | 7,3      | 96,9     |